# Verdun-Ciel
Verdun-Ciel è un comune francese di 1.838 abitanti situato nel dipartimento della Saona e Loira nella regione della Borgogna-Franca Contea. È stato istituito il 1° gennaio 2025 dalla fusione dei precedenti comuni di Ciel e Verdun-sur-le-Doubs.